# سفارة الكويت في اليابان
سفارة دولة الكويت في طوكيو هي بعثة دبلوماسية لدولة الكويت في اليابان. تطل السفارة على شارع هيجيريزاكا وتجاور مدرسة ميتا الإعدادية. كانت المنطقة تُعرف باسم رأس القمر في فترة إيدو وكانت موضوعًا شائعًا في شعر هايكو ورسوم أوكييو-إه.
افتُتحت السفارة في 20 فبراير 1962، بعد استقلال البلاد في عام 1961. صُمّم المبنى الحالي بواسطة كنزو تانغه واكتمل بناؤه في عام 1970. ويُذكر أنه واحد من الأعمال القليلة لتانغه في اليابان التي بُنيت في سبعينيات القرن العشرين، حيث إن معظم أعماله خلال هذا العقد أُنشئت خارج اليابان. وكانت شركة المقاولات Kajima هي المنفذة للمشروع.